# NGC 717
NGC 717 je galaksija u zviježđu Andromeda.

## Vanjske poveznice
- SEDS: NGC 717